# Музей истории города Кандалакши
Музей истории города Кандалакша  — муниципальный краеведческий музей. Расположен в д. 40 на Первомайской улице города Кандалакша. Основан в 1963 году.

## История

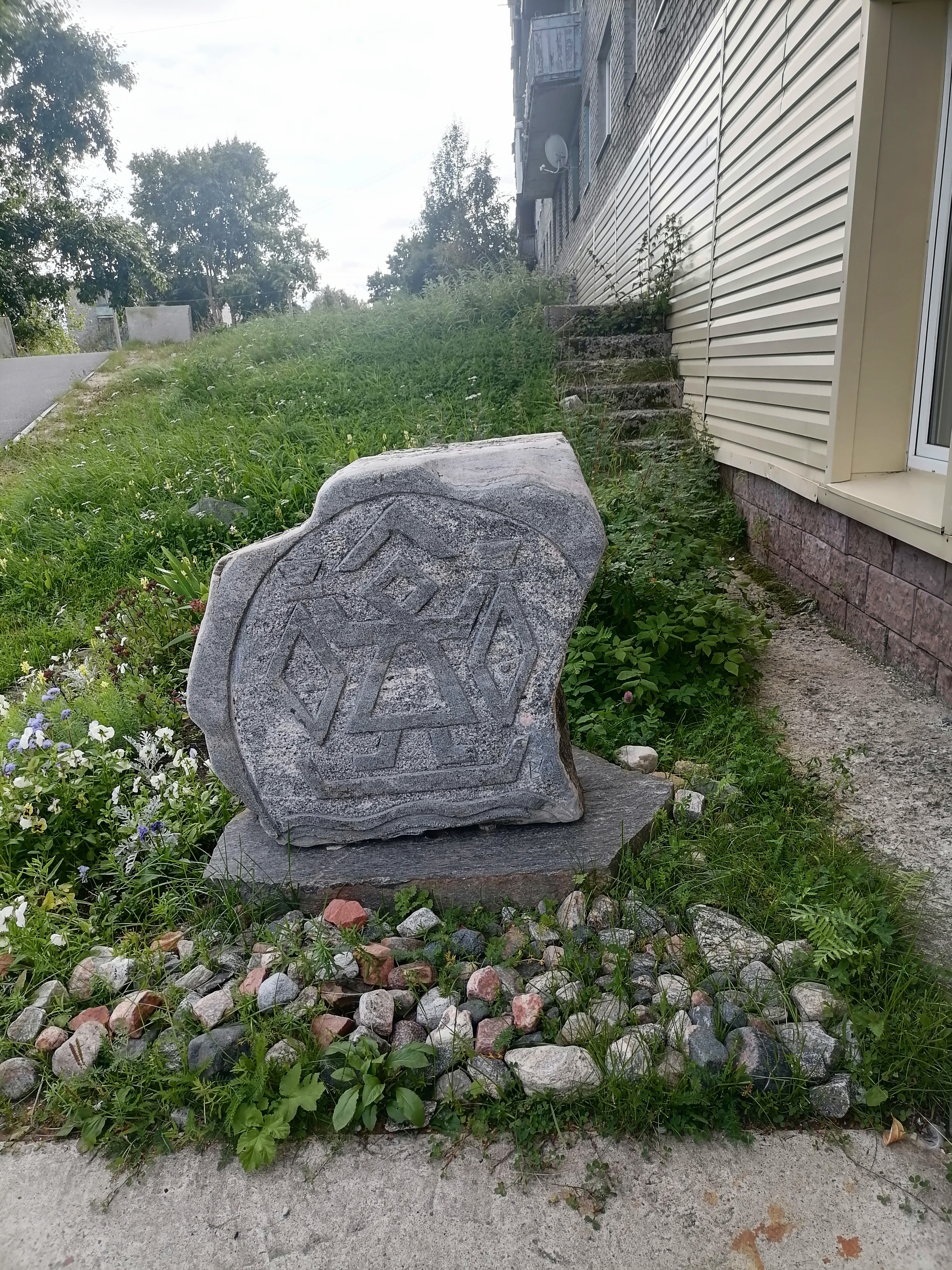
Камень с петроглифом у входа в музей

22 апреля 1963 года исполнительный комитет кандалакшского городского Совета депутатов трудящихся принял решение «О подготовке к открытию народного музея в городе Кандалакше». Для проведения организационной работы был создан оргкомитет, по ходатайству которого в редакции газеты «Кандалакшский коммунист» был напечатан текст Обращения ко всем трудящимся города Кандалакши и Кандалакшского района, призывающий «активнее включиться в сбор экспонатов». Первые экспозиции народного музея планировалось «выставить для обозрения» в конце июля 1963 года.
Чтобы ускорить сбор экспонатов, на имя руководителей предприятий, в краеведческие музеи, архивы и частным лицам было отправлено большое количество писем с просьбой прислать копии фотографий, ксерокопии документов, касающихся истории Кандалакши, предоставить образцы минералов и горных пород Кольского полуострова. По инициативе Сергея Георгиевича Мищенко, одного из самых активных инициаторов создания музея, были привезены с Небло-горы части дирижабля «СССР В-6», разбившегося в феврале 1938 года; доставлены лопасти винта и пушка от штурмовика «ИЛ-2», обнаруженного в районе озера Ориярви в 1970 году. Много сил отдал созданию музея журналист Ефим Федотович Разин. Он помогал в сборе информации, вёл переписку с родственниками бойцов, погибших на Кандалакшском направлении. Первые музейные экспозиции помогали оформлять художники Леонид Никанорович Артамонов, Анатолий Иванович Щербаков, Евгений Григорьевич Джулай. Добровольные помощники музея собирали у жителей города вещи, документы и награды родственников, воевавших в годы Великой Отечественной войны и работавших в тылу.
6 июня 1971 года народный музей был открыт для посетителей и гостей города. Первым директором музея стал Иван Фёдорович Степанов. С посетителями работали экскурсоводы-общественники, среди которых были и старшеклассники.
В 1974 году музей Кандалакши вошёл в состав Мурманского областного краеведческого музея и получил новый статус: отдел истории города Кандалакши. Первым заведующим отделом стала Людмила Владимировна Дубровская. Специфику музейной работы осваивали на курсах и научно-практических конференциях, проходивших в Мурманске. Вели большую работу по сбору и постановке на учёт экспонатов. Музей пользовался большой популярностью у посетителей; в музее проводились значимые мероприятия, такие как приём в пионеры и в комсомол.
В январе 2000 года Областной краеведческий музей передал отдел истории города Кандалакши городской администрации. С этого периода начался новый отсчёт в деятельности учреждения. Музей изменился внешне (были произведены ремонтные работы); стали современнее экспозиционные залы. Появилась возможность проводить мероприятия с показом презентаций, вести виртуальные экскурсии по краеведческой тематике. Сотрудники музея активизировали выставочную деятельность. Экспонаты доставлялись не только из городов Мурманской области, но и других регионов Российской Федерации.

## Экспозиция
В музее открыты постоянно действующие экспозиции: «Промыслы и быт поморов», где представлены предметы быта ХIХ—XX веков, одежда, промысловое снаряжение рыбаков и охотников, и «Боевые действия на Кандалакшском направлении», где отражена военная история края периода Великой Отечественной войны.
В выставочных залах музея размещаются тематические выставки, проводятся музейные занятия и лекции по краеведению.